# جمعية مرشدات السودان
جمعية مرشدات السودان هي المنظمة التوجيهية الوطنية في السودان. تخدم الجمعية 35،000 عضوة (اعتبارا من 2003). تأسست في عام 1928، أصبحت المنظمة للفتيات فقط عضوا كامل العضوية في الجمعية العالمية للمرشدات وفتيات الكشافة في عام 1957.